# Bektasia
Bektasia is een geslacht van uitgestorven kreeftachtigen uit de klasse van de Ostracoda (mosselkreeftjes).

## Soorten
- Bektasia amnekhoroshevi (Gramm, 1970) †
- Bektasia angulata (Monostori, 1995) †
- Bektasia avnimelechi (Sohn, 1968) †
- Bektasia gibbera (Kristan-Tollmann, 1973) †
- Bektasia gracilisculpta (Kristan-Tollmann, 1991) †
- Bektasia ivisensis (Kristan-Tollmann, 1973) †
- Bektasia khanehkatensis (Crasquin-Soleau & Teherani, 1995) †
- Bektasia kramtchanini (Gramm, 1969) †
- Bektasia ovata (Hou & Gou, 1977) †
- Bektasia picardi (Sohn, 1968) †
- Bektasia sandbergeri (Coryell, 1963) †